# Moonlighter
Moonlighter ist ein Action-RPG mit Rogue-Lite-Elementen und wurde von Digital Sun entwickelt und 11 Bit Studios fungierte als Publisher.

## Handlung
Vor der Geschichte des Hauptspiels wurde bei einer archäologischen Ausgrabung eine Gruppe von Toren entdeckt. Diese Tore sind Übergänge in andere Gebiete und Dimensionen, in denen man Schätze und Monster finden kann. In der Nähe dieser Ausgrabungsstätte wurde ein kleines Handelsdorf namens Rynoka gegründet, in der die Geschichte des Hauptspiels spielt.

## Spielprinzip
In Moonlighter verwaltet der Spieler tagsüber seinen Laden und geht nachts auf Entdeckungsreise in Dungeons. Die Verwaltung des Ladens umfasst die Verwaltung von Waren und den Erhalt von Geld, das der Spieler investieren kann, um die Stadt zu verbessern und Dienstleistungen freizuschalten.

## DLCs

### Moonlighter: Between Dimensions
Im Dorf Rynoka, nach den Ereignissen beim „Fünften Tor“ herrscht wieder Frieden und Wohlstand. Bäume spenden Schatten und überall tummeln sich abenteuerlustige und unternehmerische Kreaturen. Als sich Veränderungen anbahnen beginnt die Handlung des DLCs. Der DLC erschien am 23. Juli 2019.

## Rezeption
GameStar urteilt „Das Action-Adventure Moonlighter gibt uns gleich zwei Jobs auf einmal: nachts durchforsten wir Dungeons nach Schätzen, die wir tagsüber verscheuern. Ein lohnenswerter Shopping-Trip für Pixelfans.“ Moonlighter erhielt einen Metacritic von 74(PC), 81(PS), 83(Switch) und auf der Xbox One 84 Punkte. Gamezgeneration urteilt: „Moonlighter präsentiert sich als stimmiger Genre-Mix, der auch langfristig motivieren kann“. Der Spieleratgeber-NRW urteilt „Fans von Retro-Grafik und Gameplay-Loops wird Moonlighter sehr gefallen“ Destructoid schreibt „Slightly above average or simply inoffensive. Fans of the genre should enjoy them a bit, but a fair few will be left unfulfilled.“